# Party Time (альбом Арнетта Кобба)
Party Time — студійний альбом американського джазового саксофоніста Арнетта Кобба, випущений у 1959 році лейблом Prestige Records.

## Опис
Тенор-саксофоніст Арнетт Кобб, який не займався музикою з 1957 по 1958 роки через серйозні пошкодження в результаті автомобільної аварії, записав три сильні альбом на лейблі Prestige упродовж першої половини 1959 року. Цей альбом є одним з трьох, на якому Кобб (єдиний духовий інструмент) грає під акомпанемент піаніста (тут — Рей Браянт) замість органіста. Гурт, до якого також увійшли басист Венделл Маршалл, ударник Арт Тейлор і Рей Барретто на конзі, акцентується на жорсткому, але гнучкому тенорові Кобба. Такі пісні як «When My Dreamboat Comes Home», «Blues in the Closet» і рімейк «Flying Home» роблять цей альбом Арнетта Кобба визначним для свого часу.

## Список композицій
1. «When My Dreamboat Comes Home» (Дейв Франклін, Кліфф Френд) — 5:48
2. «Lonesome Road» (Джин Остін, Натаніель Шилькрет) — 3:57
3. «Blues in the Closet» (Оскар Петтіфорд) — 4:20
4. «Party Time» (Арнетт Кобб) — 5:55
5. «Flying Home» (Бенні Гудмен, Лайонел Гемптон) — 5:14
6. «The Slow Poke» (Арнетт Кобб) — 6:52
7. «Cocktails for Two» (Артур Джонстон, Сем Кослоу) — 5:14

## Учасники запису
- Арнетт Кобб — тенор-саксофон
- Рей Браянт — фортепіано
- Венделл Маршалл — контрабас
- Артур Тейлор — ударні
- Рей Барретто — конга

Технічний персонал
- Есмонд Едвардс — продюсер, фотографія
- Руді Ван Гелдер — інженер